# Sigalphinae
Sigalphinae — подсемейство стебельчатобрюхих перепончатокрылых семейства браконид.

## Описание
В заднем крыле развита продольная кубитальная жилка, которая отходит от задней 1/4-1/5 нервеллюса. Радиальная ячейка заднего крыла разделена дополнительной поперечной жилкой. Пронотум с субпронопе. Радиальная ячейка переднего крыла укороченная. Коготки ног с крупной базальной лопастью.

## Экология
Являются эктопаразитами макрочешукрылых.